# Ricardo Marsh
Ricardo Dominique Marsh (Mebane, 12 settembre 1981) è un ex cestista statunitense.

## Palmarès
- Campione del Kosovo (2004)